# The Hulk (videojuego)
The Hulk es un videojuego de acción de 2003 desarrollado y publicado por Indiagames para teléfonos móviles con J2ME. Está basado en Hulk de Marvel Comics.

## Trama
Capturado por el General Ross y sus tropas, Hulk es hecho prisionero y llevado a una base militar secreta. Ross planea utilizar a Hulk en una serie de experimentos que podrían poner su vida en peligro. Hulk tiene que escapar de la prisión de Ross. No lo tiene fácil porque Hulk tiene que luchar contra el ejército de Ross y destruirlo antes de escapar.

## Jugabilidad
The Hulk es un juego de acción de desplazamiento lateral donde el objetivo es aplastar cuanto enemigo u objeto se ponga enfrente de Hulk, como militares, robots, drones y tanques, lo que hace ganar puntos, luego se debe intentar activar una especie de interruptor que abre una escotilla que lleva al siguiente nivel. Mientras más se avance en el juego más difícil se pondrá.